# 莱斯屈尔达尔比茹瓦
莱斯屈尔-达尔比茹瓦（法語：Lescure-d'Albigeois，法語發音：[lɛskyʁ dalbiʒwa]）是法国奧克西塔尼大區塔恩省的一个市镇，属于阿尔比区。

## 地理
莱斯屈尔-达尔比茹瓦（43°57'12"N, 2°10'13"E）面积14.18 平方千米，位于法国奧克西塔尼大區塔恩省，该省份为法国南部内陆省份，北起顺时针与阿韦龙省、埃罗省、奥德省、上加龙省和塔恩-加龙省接壤。
与莱斯屈尔-达尔比茹瓦接壤的市镇（或旧市镇、城区）包括：勒加里克、阿尔比、阿尔泰斯、卡尼亚克莱米讷、聖瑞埃里、索瑟纳克。
莱斯屈尔-达尔比茹瓦的时区为UTC+01:00、UTC+02:00（夏令时）。

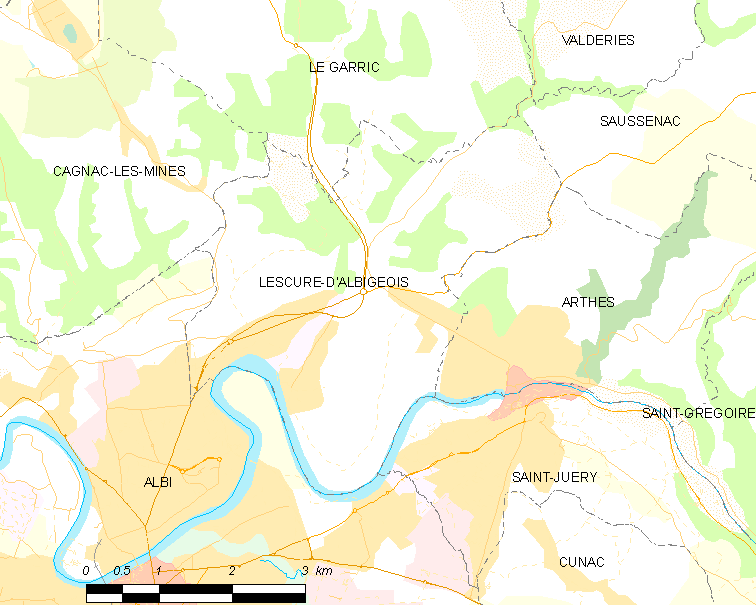
莱斯屈尔-达尔比茹瓦的OSM定位图

## 行政
莱斯屈尔-达尔比茹瓦的邮政编码为81380，INSEE市镇编码为81144。

## 政治
莱斯屈尔-达尔比茹瓦所属的省级选区为阿尔比第四县。

## 人口

1962-2008年间莱斯屈尔-达尔比茹瓦人口变化图示

莱斯屈尔-达尔比茹瓦于2022年1月1日时的人口数量为4585人。